# ラタキア
ラタキア（ラタキーヤ、ラージキーヤ、Latakia、Latakiyah、アラビア語: اللاذقية(発音：اَللَّاذِقِيَّة, al-Lādhiqīya, アル＝ラーズィキーヤ)、ギリシア語: Λαοδικεία、Laodicea、Laodikeia、Laodiceia、ラオディケイア、トルコ語: Lazkiye、ラテン語: Laodicea ad Mare）は、地中海に突き出した半島に位置するシリア（シリア・アラブ共和国）第一の港湾都市。ラタキーヤ県の県都でもある。人口はおよそ554,000人と推計されており、ダマスカス、アレッポ、ホムスに次ぐシリア第4位の都市。

## 歴史

### 古代のラオディケイア
古代ローマ時代の地理学者ストラボンは『地理誌』（16巻2章9節）に、ラオディケイアを立派な都市で良港を擁し、豊かな土地に囲まれていると書いている。特にブドウがよく実り、アレクサンドリアで消費されるワインの第一の産地であるという。葡萄園はなだらかな山の斜面に広がり頂上までのほとんどを占め、さらに山を越えた東のアパメア付近にまで広がっていたとある。

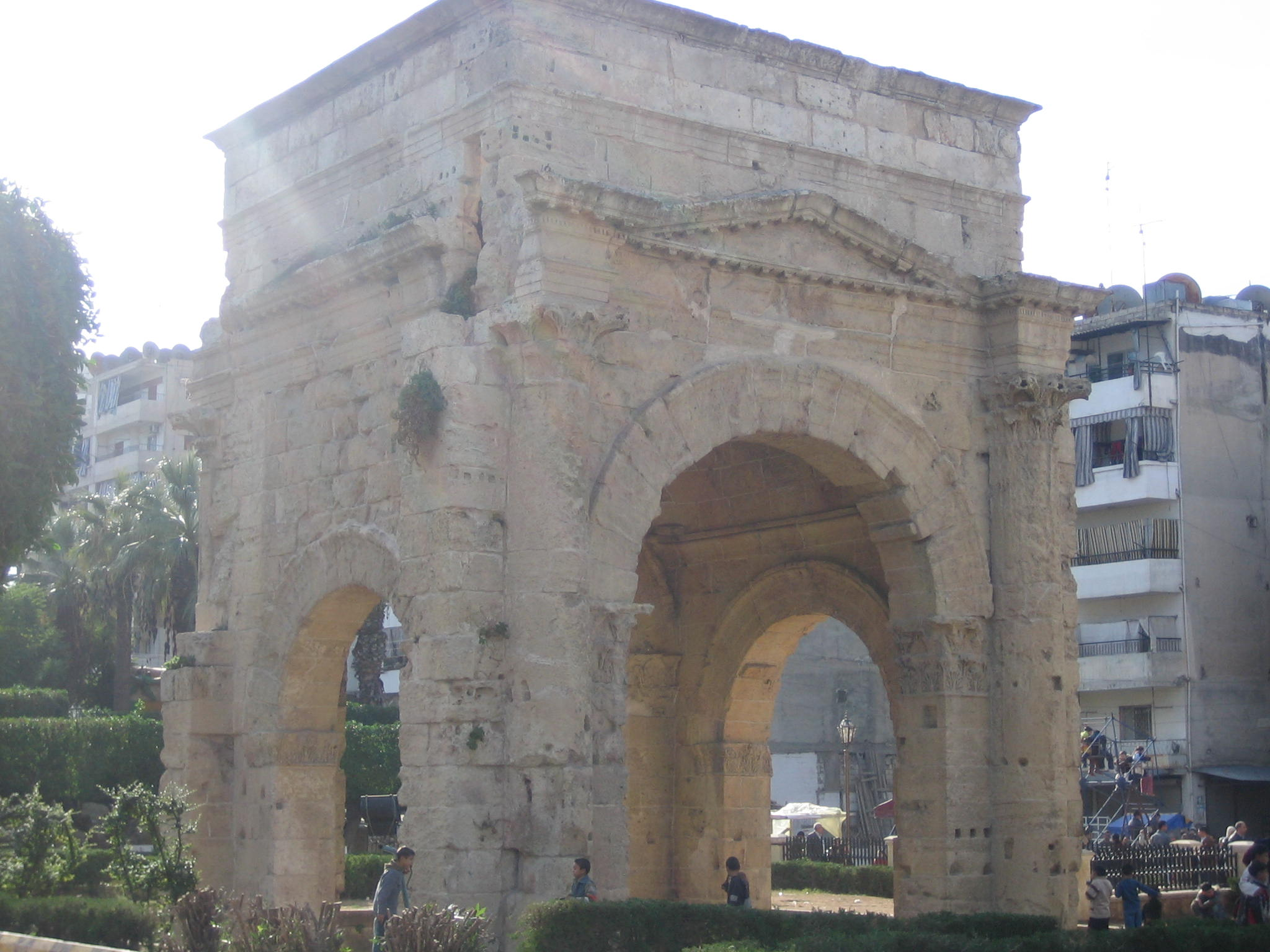
ラタキアの凱旋門

小さな半島と湾には古くから住居があった。フェニキア人はここにラミタ（Ramitha）という名の都市を置き、ギリシャ人にはレウケ・アクテ（Leuke Akte、「白い岬」）として知られていた。セレウコス朝を開いたセレウコス1世ニカトールはシリアからメソポタミアにかけてアンティオキアやセレウキアなど数多くの大都市を築いたが、この半島の上の小都市も大規模に作り替え、母の名を取ってラオディケイアと名付けた。他のラオディケイアと区別するため「海に臨むラオディキア」「シリアのラオディキア」とも呼ばれたラオディケイアは、セレウコス朝の四大都市（シリアのテトラポリス）の一つとなった。フラウィウス・ヨセフスの『ユダヤ戦記』によれば（Bel. Jud. i. 21. § 11）、ヘロデ大王は水道を整備したとされ、大きな廃墟が残っている。ストラボンは、共和政ローマの末期に、プブリウス・コルネリウス・ドラベッラによってラオディケイアの街は大変な災難にあったと述べている。紀元前43年、ドラベッラはガイウス・カッシウス・ロンギヌスから逃れてラオディケイアに来たが、カッシウスの軍勢に攻められ街に籠城し、殺されるまでに街の大部分を破壊したという。
ローマ皇帝セプティミウス・セウェルスの時代（2世紀末-3世紀）の凱旋門が今もラタキアには残っている。また新約聖書の記述によれば、1世紀ごろにはラオディケイアには相当な規模のユダヤ人社会があったとみられる（Joseph. Ant. xiv. 10 § 20）。異端派（アポリナリオス主義）の司祭アポリナリウス（390年没）はラオディケイアの司祭であった。

### 中世のラタキア
東ローマ帝国統治下の494年と555年の大地震で街は荒廃し往時の重要性を失い、638年にアラブ人たちによるイスラム国家がラオディケイアを陥落させた。当時のシリアはギリシア系住民や正教徒が多く東ローマ帝国はこの地を固有の領土と見なし何度も軍を送った。東ローマは969年にラタキアを奪取したが、1084年にセルジューク朝に奪われた。
1097年、第1回十字軍はラタキアを陥落させアンティオキア公国の一部とした。東ローマは1098年と1100年に取り返したが、以後は十字軍国家と東ローマの間を往復し、イタリア商人の寄港地や十字軍の補給港となっていた。1188年にサラーフッディーンがムスリムの手にラタキアを取り戻し、1260年には十字軍国家トリポリ伯国が落としたものの1287年にカラーウーンに奪われた。16世紀から第一次世界大戦までの間はオスマン帝国の一部となった。

### オスマン帝国からフランス領へ

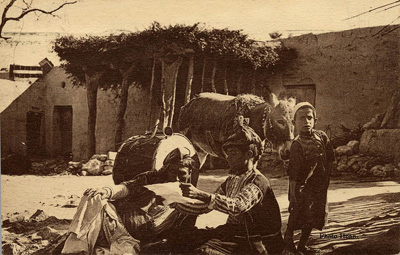
1920年代の写真、ラタキアのアラウィー派の楽師たちがくつろいでいる

オスマン帝国時代、ラタキア周辺はイスラム教アラウィー派の多い地域となったが、ラタキアの街は多くのスンニ派住民やキリスト教徒住民が住んでいた。農村部では地主がスンニ派で農民がアラウィー派という状態であった。特殊な状態にあったドゥルーズ派同様、アラウィー派もスンニ派のオスマン帝国とは緊張関係にあった。またミッレト制（オスマン帝国の行政区分で、自治や独自の慣習を認められた各宗教ごとの共同体）による宗教共同体はアラウィー派などには適用されなかったが、アラウィー派は自治を比較的認められていた。
1920年、シリア・アラブ王国の王だったハーシム家のファイサルがフランスにより追放されフランス委任統治領シリアが発足すると、1922年、シリアは4つの自治国（ダマスカス国、アレッポ国、エッドゥルーズ（ドゥルーズ派国）、アラウィー派国）の緩やかな連邦に再編された。アラウィー派国（État des Alaouites）はラタキアを中心とするシリアの海岸部全体に設定され、アラウィー派住民による自治が認められた。

フランス領ラタキア国（Sanjak of Latakia）の旗

1930年9月22日から1936年までラタキアは、国際連盟の委任統治制度の下でフランスが統治する名目上の独立国・ラタキア国（Sanjak of Latakia、アラウィー派国から改名）の首都となっていた。この国は地中海岸から内陸の山脈までの範囲を管轄していた。ラタキア国の切手は、フランスが作ったシリア国（ダマスカスとアレッポが1924年末合併）の切手の上から「LATTAQUIE」（ラタキア）の文字とアラビア文字の国名を刷ったものだった。フランス統治下の地域では、分割統治に反対し独立を求める民族主義運動が起こった。これに対して、フランスは自国に有利な条件でシリアを独立させようとし、シリア側と条約締結交渉を行った。
1936年のフランス・シリア独立条約でアラウィー派国家とドゥルーズ派国家はシリアに合流した。しかしナチス・ドイツが中東で勢力を伸ばすおそれからシリアを手放すことに対する反対意見がフランスで起こり、結局フランス議会でこの条約は批准されなかった。また条約に反しアンドレッタ県（アンタキヤ周辺、現在のトルコ・ハタイ県）をトルコに帰属させることとなり、シリアでは暴動が起きた。1939年にはフランスの総督は条約を延期しアラウィー派国家とドゥルーズ派国家を再度設定した。シリアにイギリス軍が侵入してヴィシー政権を追放した後の1943年、シリア独立に向けて総選挙が行われ、アラウィー派国家とドゥルーズ派国家はシリアに再統合された。シリアは1946年4月17日に独立し、ラタキアはラタキア県の県都となった。

### シリア独立後
1946年のシリア独立後、ラタキアでは1946年と1952年の二度に渡り自治権を求めるアラウィー派の反乱が発生したが、いずれも政府によって鎮圧された。
1970年、ラタキア近郊の小村カルダーハ出身の軍人ハーフィズ・アル＝アサドがクーデターで全権を掌握。
1973年、第四次中東戦争においてイスラエル軍とシリア軍の間でラタキア沖海戦が起こり、シリア海軍が大敗した。これはミサイル艇同士の艦対艦ミサイルによる初の海戦であり、ECMを使った電子戦が行われた最初の海戦でもあった。
2011年から続くシリア内戦ではラタキアはアラウィー派の人口が多いことからアサド政権への支持率が高いと見られ、反政府勢力との小規模な戦闘はいくつか報告されているものの大規模な戦闘には発展していなかった。しかし、2024年シリア反政府勢力の攻勢後のアサド政権の崩壊に伴い当地においてもアサド像が引き倒されるなどの事態が報じられており、実際には多くの住民が反アサド感情を持っていたようである。

## 住民

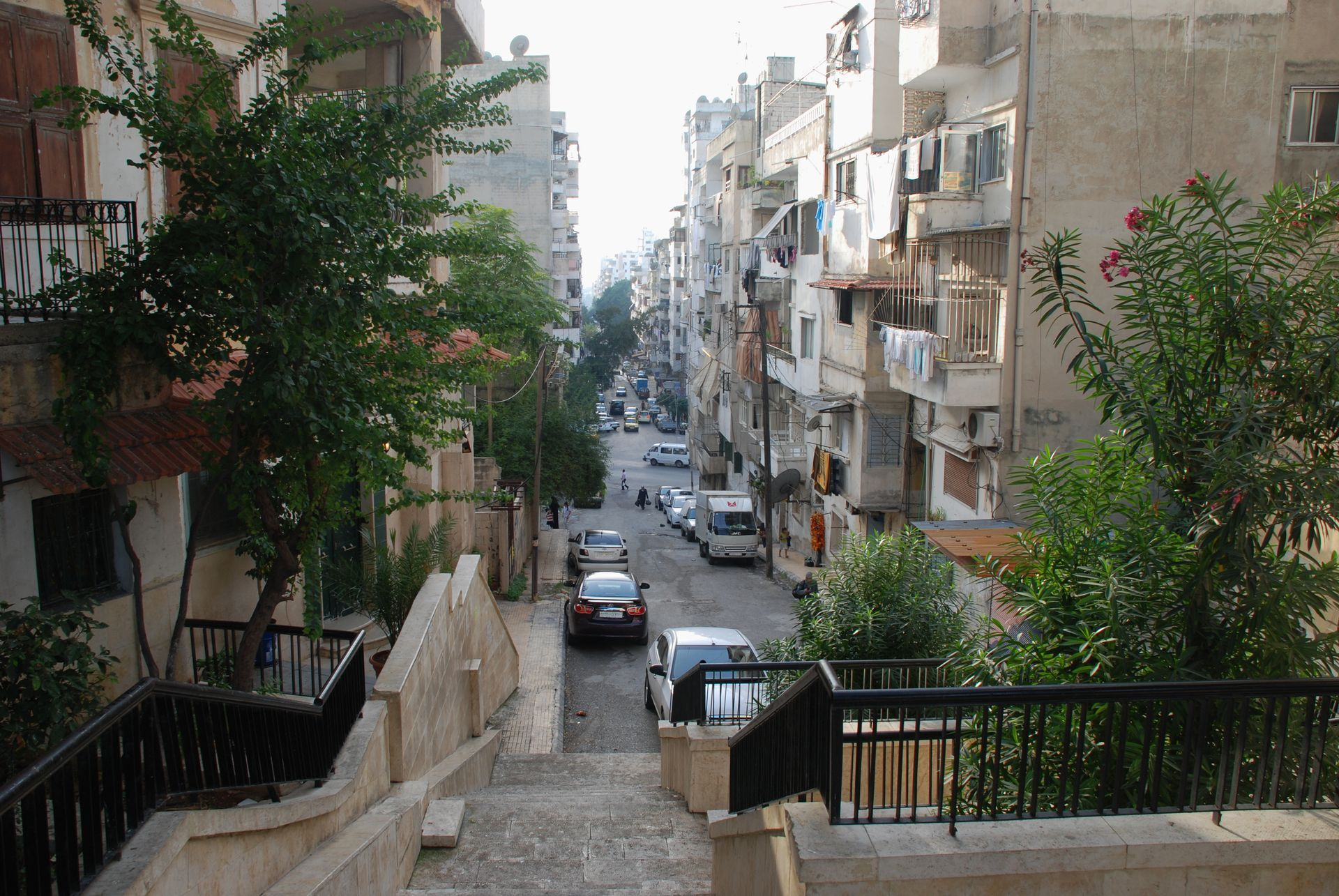
ラタキアの通り

### 宗教
ラタキアはシリアで最もアラウィー派の割合が多い都市である。他にキリスト教の正教会がある。

### 出身者
主な出身者にはシリア大統領ハーフィズ・アル＝アサドのほか、高名な詩人でノーベル文学賞候補にもなったアドニス（本名アリー・アハマド・サイード・アスバル Ali Ahmad Said Asbar）、同じく20世紀後半の詩人ハサン・アルハイイル Hasan Alkhayer、英領パレスチナで反英・反シオニストの民兵組織を率いたイッズッディーン・アル＝カッサーム Izz ad-Din al-Qassam らがいる。
キリスト教関連の出身者としては、正教会のイオアン10世 (アンティオキア総主教)がいる。

## 気候
地中海性気候であり、真冬にあたる12月と1月は非常に雨が多い。冬季は温暖なため降雪はまれである。夏季は降水量が少ないものの、湿度が高く蒸し暑い。8月は最低気温が25℃以上になる日も多く、一日中高温となる。
| ラタキア (1961–1990, 極値 1928–現在)の気候                           | ラタキア (1961–1990, 極値 1928–現在)の気候 | ラタキア (1961–1990, 極値 1928–現在)の気候 | ラタキア (1961–1990, 極値 1928–現在)の気候 | ラタキア (1961–1990, 極値 1928–現在)の気候 | ラタキア (1961–1990, 極値 1928–現在)の気候 | ラタキア (1961–1990, 極値 1928–現在)の気候 | ラタキア (1961–1990, 極値 1928–現在)の気候 | ラタキア (1961–1990, 極値 1928–現在)の気候 | ラタキア (1961–1990, 極値 1928–現在)の気候 | ラタキア (1961–1990, 極値 1928–現在)の気候 | ラタキア (1961–1990, 極値 1928–現在)の気候 | ラタキア (1961–1990, 極値 1928–現在)の気候 | ラタキア (1961–1990, 極値 1928–現在)の気候 |
| 月                                                                   | 1月                                        | 2月                                        | 3月                                        | 4月                                        | 5月                                        | 6月                                        | 7月                                        | 8月                                        | 9月                                        | 10月                                       | 11月                                       | 12月                                       | 年                                         |
| -------------------------------------------------------------------- | ------------------------------------------ | ------------------------------------------ | ------------------------------------------ | ------------------------------------------ | ------------------------------------------ | ------------------------------------------ | ------------------------------------------ | ------------------------------------------ | ------------------------------------------ | ------------------------------------------ | ------------------------------------------ | ------------------------------------------ | ------------------------------------------ |
| 最高気温記録 °C （°F）                                               | 24.4 (75.9)                                | 26.3 (79.3)                                | 32.6 (90.7)                                | 35.6 (96.1)                                | 38.8 (101.8)                               | 38.4 (101.1)                               | 36.2 (97.2)                                | 38.4 (101.1)                               | 38.2 (100.8)                               | 39.0 (102.2)                               | 32.6 (90.7)                                | 28.0 (82.4)                                | 39.0 (102.2)                               |
| 平均最高気温 °C （°F）                                               | 15.4 (59.7)                                | 16.4 (61.5)                                | 18.3 (64.9)                                | 21.5 (70.7)                                | 24.1 (75.4)                                | 25.8 (78.4)                                | 28.8 (83.8)                                | 29.6 (85.3)                                | 29.0 (84.2)                                | 26.3 (79.3)                                | 21.9 (71.4)                                | 17.6 (63.7)                                | 22.9 (73.2)                                |
| 日平均気温 °C （°F）                                                 | 11.6 (52.9)                                | 12.6 (54.7)                                | 14.8 (58.6)                                | 17.8 (64)                                  | 20.7 (69.3)                                | 23.8 (74.8)                                | 26.3 (79.3)                                | 27.0 (80.6)                                | 25.6 (78.1)                                | 22.3 (72.1)                                | 17.5 (63.5)                                | 13.3 (55.9)                                | 19.4 (66.9)                                |
| 平均最低気温 °C （°F）                                               | 8.4 (47.1)                                 | 9.1 (48.4)                                 | 11.0 (51.8)                                | 14.0 (57.2)                                | 17.0 (62.6)                                | 20.7 (69.3)                                | 23.7 (74.7)                                | 24.3 (75.7)                                | 21.9 (71.4)                                | 18.2 (64.8)                                | 13.8 (56.8)                                | 10.1 (50.2)                                | 16.0 (60.8)                                |
| 最低気温記録 °C （°F）                                               | −1.6 (29.1)                                | −0.5 (31.1)                                | −0.6 (30.9)                                | 3.9 (39)                                   | 10.6 (51.1)                                | 11.7 (53.1)                                | 17.8 (64)                                  | 17.2 (63)                                  | 12.4 (54.3)                                | 8.9 (48)                                   | 0.0 (32)                                   | 0.0 (32)                                   | −1.6 (29.1)                                |
| 降水量 mm （inch）                                                   | 185.2 (7.291)                              | 97.0 (3.819)                               | 91.5 (3.602)                               | 48.5 (1.909)                               | 22.4 (0.882)                               | 5.2 (0.205)                                | 1.3 (0.051)                                | 2.3 (0.091)                                | 8.0 (0.315)                                | 69.3 (2.728)                               | 95.5 (3.76)                                | 185.2 (7.291)                              | 811.4 (31.945)                             |
| 平均降水日数 （≥1.0 mm）                                             | 11.3                                       | 9.3                                        | 8.4                                        | 4.6                                        | 2.7                                        | 1.0                                        | 0.3                                        | 0.3                                        | 1.0                                        | 5.2                                        | 6.6                                        | 11.0                                       | 61.7                                       |
| % 湿度                                                               | 63                                         | 62                                         | 65                                         | 68                                         | 72                                         | 74                                         | 74                                         | 73                                         | 68                                         | 62                                         | 57                                         | 65                                         | 67                                         |
| 平均月間日照時間                                                     | 136.4                                      | 148.4                                      | 198.4                                      | 225.0                                      | 297.6                                      | 321.0                                      | 325.5                                      | 316.2                                      | 288.0                                      | 248.0                                      | 192.0                                      | 151.9                                      | 2,848.4                                    |
| 平均日照時間                                                         | 4.4                                        | 5.3                                        | 6.4                                        | 7.5                                        | 9.6                                        | 10.7                                       | 10.5                                       | 10.2                                       | 9.6                                        | 8.0                                        | 6.4                                        | 4.9                                        | 7.8                                        |
| 出典1：NOAA                                                          |                                            |                                            |                                            |                                            |                                            |                                            |                                            |                                            |                                            |                                            |                                            |                                            |                                            |
| 出典2：Deutscher Wetterdienst (湿度、1966–1978), Meteo Climat (極値) |                                            |                                            |                                            |                                            |                                            |                                            |                                            |                                            |                                            |                                            |                                            |                                            |                                            |

## 経済・交通・教育

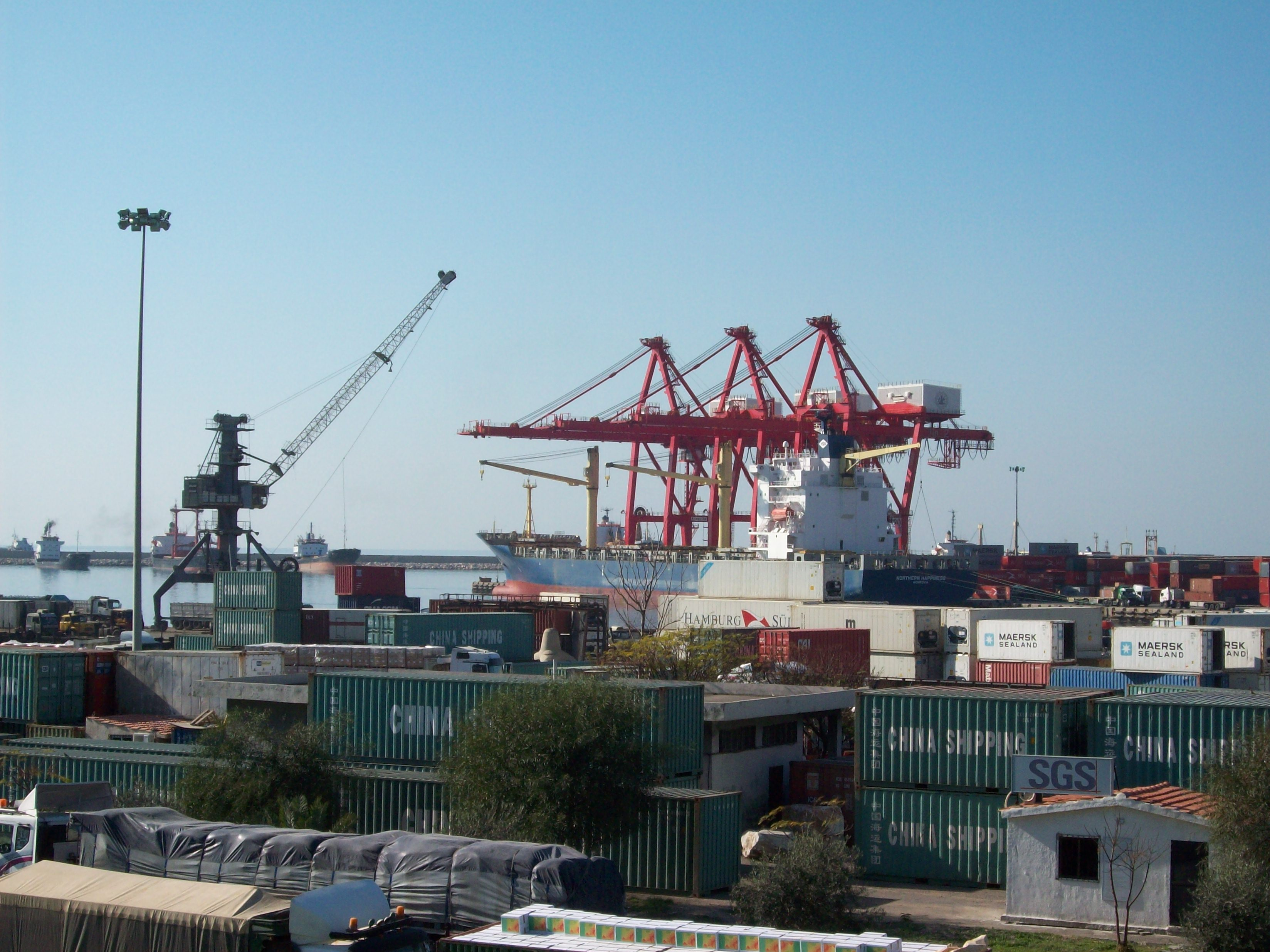
ラタキア港

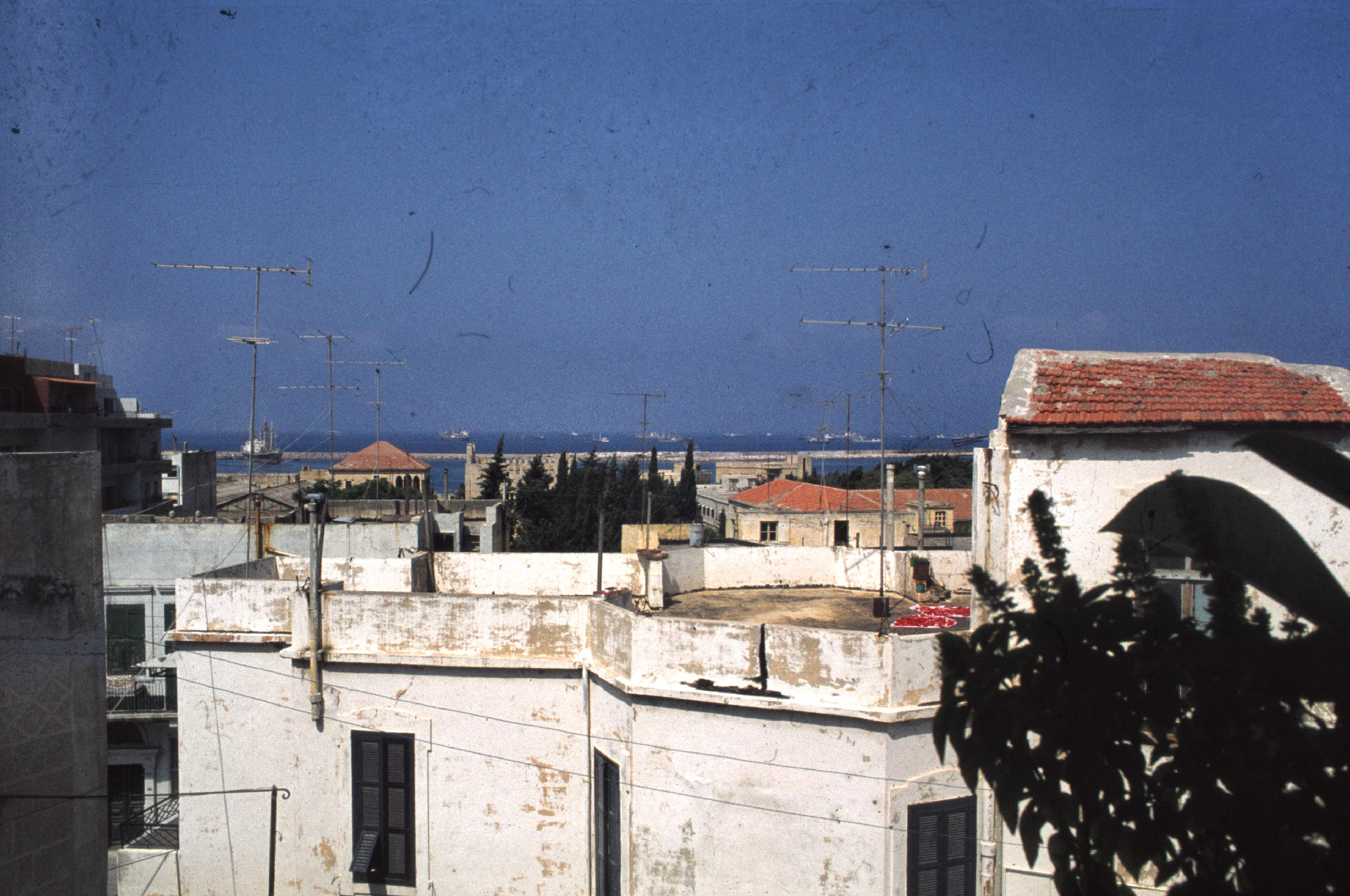
ラタキアの町並み（1980年頃）

ラタキアはシリアの主要港である。天然の良港であり、アレッポ、ホムス、トリポリ、ベイルートなどと道路でつながり、また農産物の豊かな後背地も有している。瀝青、アスファルト、穀物、綿花、果実、鶏卵、植物油、陶磁器、タバコなどが主要な輸出品となっている。
ラタキアの地場産業は綿繰り、植物油製造、皮なめし、海綿採取などがある。また燻製させたタバコは「ラタキア」と呼ばれ、パイプ用たばことして世界的なブランドとなっている。「ラタキア」は、現在はキプロスなどでも生産されているが、もとはシリアが主な産地でありラタキアから船積みされた。マツやオークの木を燃やした煙でタバコの葉を発酵（キュアリング）させたもので、猛烈な煙っぽい味と香りがし、パイプタバコのブレンドには重用されている。
高等教育では、1971年にラタキア大学が開学したが、1973年10月の戦争（第四次中東戦争）の「勝利」を記念して、1976年にティシュリーン大学（Gami't Tishrin、「10月大学」）と改名している。
ラタキアにはバースィル・アル＝アサド国際空港（ラタキア空港）があり、カイロやジッダ、リヤドなど中東の主要都市へのフライトがある。アレッポやダマスカスとラタキアとの間には鉄道の便もある。またキプロスのファマグスタとの間には定期フェリーがある。

## 観光

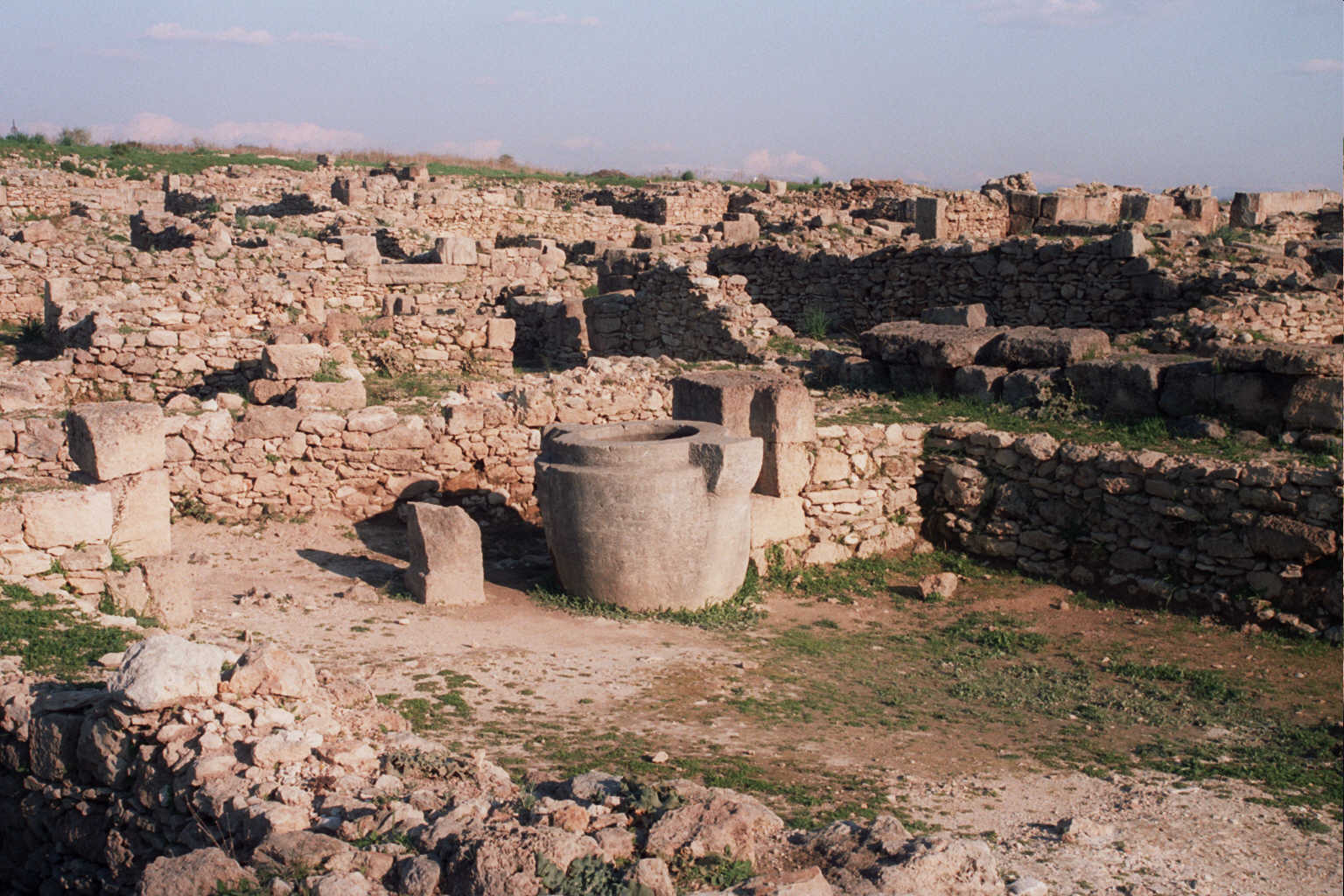
ウガリット遺跡、ラタキアから数km北のラス・シャムラ Ras Shamra にある古代の港湾都市

セレウコス朝やローマ時代・東ローマ時代の古い建築物は、度重なる地震のためほとんど残っていない。残っている遺跡は、ローマ時代の凱旋門と、バッカスの列柱と呼ばれる酒神バッカスの神殿の一部などである。フランスによって作られた西欧的な市街地の中に残るこれらの遺跡が、往時のラタキアの重要さを伝えている。マリーナは古代の柱の基礎の上に作られているほか古い門やその他の遺跡が街の中にあり、郊外には石棺や埋葬跡のある洞窟がある。
凱旋門は街の南東の隅にあり、四つの入口などはほとんど完全な姿で残っている。碑文によればこの門は2世紀後半の共同皇帝ルキウス・ウェルス、または2世紀末から3世紀の皇帝セプティミウス・セウェルスを記念して建てられている。ギリシャ語やラテン語の碑文のかけらが門のあちこちにあるが、ほとんど損なわれてしまっている。
近郊の見どころは、古代からの城塞で、1188年にサラーフッディーンがアンティオキア公国から奪ったことを記念して名付けられたカルアト・サラーフ・アッディーン（サラディンの城）や、古代都市の跡であるウガリット遺跡がある。カラット・サラーフ・アッディーンはクラック・デ・シュヴァリエとともに世界遺産に登録されている。またウガリットからは様々な文字（楔形文字や、最古の音素文字のひとつウガリット文字）を刻んだ粘土板が発見され、古代の社会・文化・宗教・言語の研究に重要な役割を果たしている。

## 参考資料
いずれも英語版の参考文献。
- Rabinovich, Itamar. “The Compact Minorities and the Syrian State, 1918-1945." Journal of Contemporary History. (SAGE, London and Beverly Hills). Vol 14. 1979. 693-712.
- Smith, William (editor); Dictionary of Greek and Roman Geography, "Laodiceia", London, (1854)
- Jewish Encyclopedia, "Laodicea"